# Niels Torre
Record del mondo nel singolo pesi leggeri 2024
Niels Alexander Torre (Volterra, 3 settembre 1999) è un canottiere italiano.

## Biografia
Muove i primi passi nel canottaggio a Viareggio, ma da giovane si è dedicato anche all'atletica leggera specializzandosi nel mezzofondo. Ha gareggiato nelle categorie allievi per il G.S. Orecchiella Garfagnana.
Nel canottaggio si è affermato a livello giovanile laureandosi campione agli mondiali under 23 di Poznań 2018, gareggiando nel quattro di coppia con Riccardo Italiano, Lorenzo Fontana e Neri Muccini.
Agli europei di Poznań 2020 si è aggiudicato la medaglia d'argento nel singolo pesi leggeri, terminando la gara alle spalle del norvegese Kristoffer Brun.
Nel 2021 continua la scalata al successo vincendo gli europei assoluti a Varese e arrivando secondo al campionato del mondo under 23 in Repubblica Ceca.
Ai mondiali di Račice 2022 ha vinto l'oro nel quattro di coppia pesi leggeri, assieme a Antonio Vicino, Alessandro Benzoni e Patrick Rocek.
Ai mondiali di Belgrado 2023 ha ottenuto l'argento nel singolo, terminando alle spalle dello svizzero Andri Struzina.

## Palmarès
- Mondiali

Račice 2022: oro nel quattro di coppia pesi leggeri;
Belgrado 2023: argento nel singolo pesi leggeri;
St. Chaterina 2024: bronzo nel singolo pesi leggeri
- Europei

Poznań 2020: argento nel singolo pesi leggeri;
Varese 2021: oro nel quattro di coppia pesi leggeri;
Monaco di Baviera 2022: oro nel quattro di coppia pesi leggeri;
Szeged 2024: oro nel singolo pesi leggeri
- Mondiali under 23

Poznań 2018: oro nel quattro di coppia pesi leggeri;
Sarasota 2019: argento nel singolo pesi leggeri;
Račice 2021 : argento nel singolo pesi leggeri;
- Europei under 23

Duisburg 2020: oro nel singolo;